# William Bolts
William Bolts (1738–1808) est un marchand hollandais actif en Inde au XVIIIe siècle. Il a commencé sa carrière au service de la Compagnie britannique des Indes orientales, puis devint un marchand indépendant. Il est encore connu pour son ouvrage paru en 1772 : Considerations on India Affairs, qui narre l'exploitation et la spoliation du Bengale par la Compagnie britannique des Indes orientales, commencée après la bataille de Plassey en 1757. Les observations qu'il relate sont une source unique pour les études sur la nature de la domination britannique au Bengale. Tout au long de sa vie, Bolts a proposé et réalisé diverses entreprises commerciales, seul ou avec des partenaires privés ou publics.

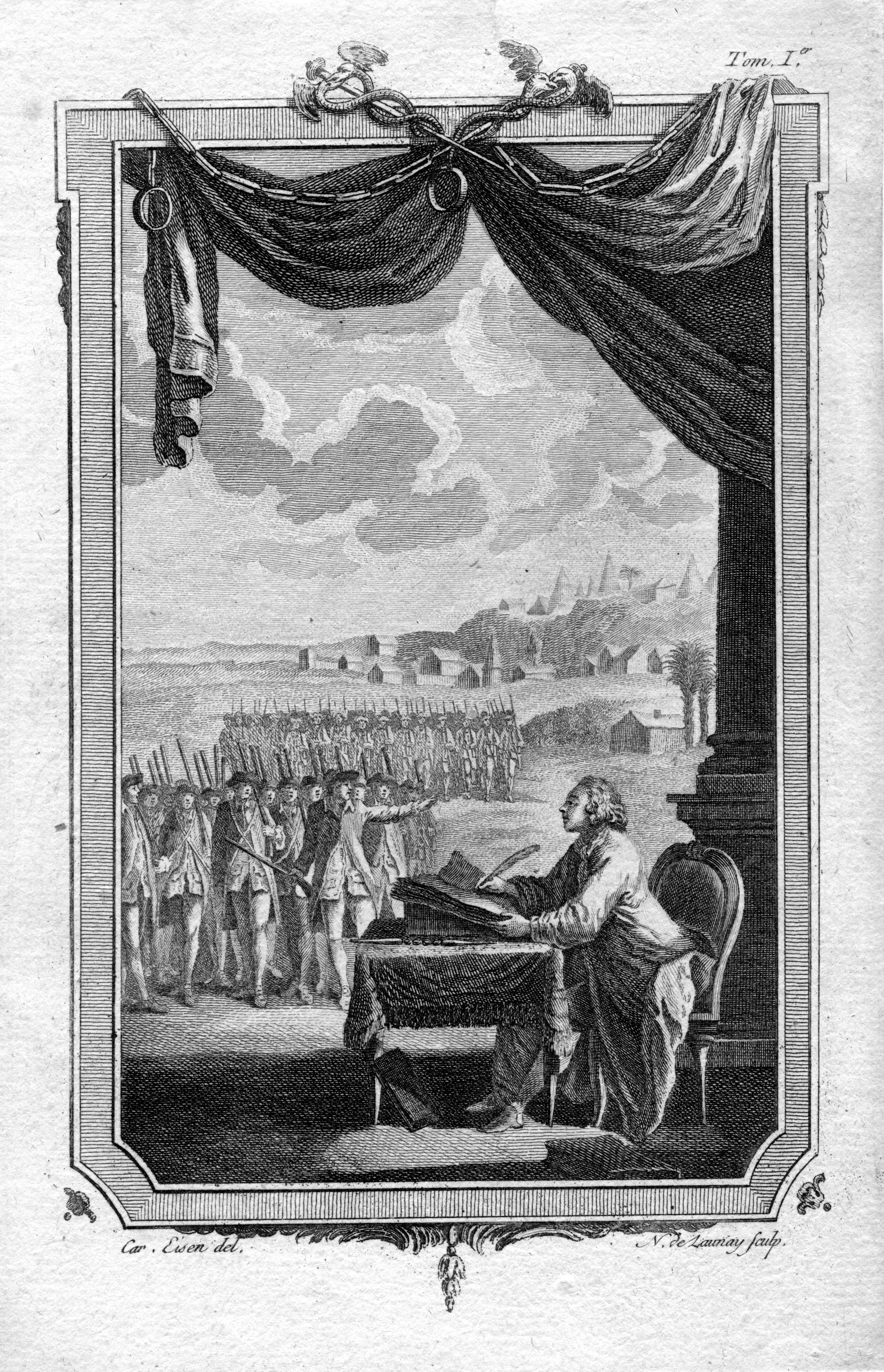
Frontispice dÉtat civil, politique et commerçant du Bengale (1775)

## Publications
- (en) William Bolts, Considerations on India affairs, Londres, J. Almon, P. Elmsly, Brotherton and Sewell, 1772 (lire en ligne)
- Histoire des conquêtes et de l'administration de la Compagnie anglaise au Bengale, Michel Lévy frères, 1858 lire en ligne sur Gallica
- État civil, politique et commerçant du Bengale, ou Histoire des conquêtes et de l'administration de la Compagnie angloise dans ce pays, tome 1, ouvrage traduit de l'anglois de M. Bolts par M. Demeunier, Gosse fils (La Haye), 1775 lire en ligne sur Gallica
- État civil, politique et commerçant du Bengale, ou Histoire des conquêtes et de l'administration de la Compagnie angloise dans ce pays, tome 2, ouvrage traduit de l'anglois de M. Bolts par M. Demeunier, Gosse fils (La Haye), 1775 lire en ligne sur Gallica
- Recueil de pièces authentiques relatives aux affaires de la ci-devant société impériale asiatique de Trieste, gérées à Anvers, Anvers, 1787 lire en ligne sur Gallica